# Alberto Dines
Alberto Dines (Río de Janeiro, 19 de febrero de 1932-São Paulo, 22 de mayo de 2018) fue un periodista y autor brasileño.

## General
En los 50 años de su carrera escribió varios libros, fundó diversas revistas y periódicos en Brasil y Portugal, trabajo en la radio y la televisión y de observador para los Medio de comunicación y sus representantes. Comenzó como periodista en 1952 y desde 1963 da clases de Periodismo en la Universidad Católica Pontifícia (PUC) en Río de Janeiro y en 1974 fue profesor visitante en la escuela de periodismo Universidad de Columbia, Nueva York. Durante doce años fue jefe de redacción del Jornal do Brasil y director de Folha de S. Paulo en Río de Janeiro y fundó el grupo Abril en Portugal con la que sacó la revista “Exame”.
En el momento de su muerte era investigador (senior) en el laboratorio de estudios avanzados de periodismo del Unicampo, donde también fue cofundador. También dirigió la revista “Observatório da Impresa” en su versión en línea y en radio y televisión. Como presidente de la Casa Stefan Zweig se comprometió a abrir el museo Stefan Zweig en Petrópolis. Es un investigador exterior de la Casa Stefan Zweig y escribió la Biografía “Muerte en el paraíso – la tragedia de Stefan Zweig”, donde narra la historia de Stefan Zweig en Brasil hasta su suicidio.

## Niñez y juventud
Alberto Dines nació en el sector de Catete en Río de Janeiro (Brasil). En esta parte de la ciudad sus padres llevaban una pensión. Él creció en Villa Isabel cerca de Maracanã y después cambió de dirección varias veces. Con sus repetidos caminos de dirección conoció varias parte de Río de Janerio, ciudad que quedó como punto de referencia en su vida, a pesar de que en los últimos años se ha asentado en Lisboa y São Paulo.
Alberto Dines asistió a la escuela israelita „Escola Popular Israelita Brasilieira Scholem Aleichem“, que pertenece a una comunidad judía que mantiene un nexo al grupo socialista „Obreira Internacionalista“. En su escuela recibió clases bajo métodos pedagógicos modernos, donde aprendió Yidis y con esto tuvo una buena base para poder leer y entender el alemán. En 1940 el escritor Stefan Zweig, el que se había asentado en Brasil, visitó la escuela y cenaron juntos, este acontecimiento marco la vida de Alberto Dines. En 1981 Dines publicó la biografía de Stefan Zweig, “Muerte en el paraíso”.
Después de la escuela Dines visitó el colegio „Ginásio Hebreu Brasileiro“ en Tijuca, que llevaba una línea más comunista. Se enseñaba hebreo y la Cultura judía. En este colegio Dines hizo sus primeras experiencias en el periodismo en un pequeño periódico de la escuela, con la que esta financiaba la comida para sus alumnos.
Continuó su estudios en el colegio Andrews en Botafogo, sin embargo lo interrumpió dos años después. La razón de esta interrupción fue la unión de Dines al movimiento socialista quien creía en la ruptura con todos los nexos con la burguesía.

## Vida laboral
Después de que Alberto Dines había decidido que su vida la dedicaría a la cultura, escogió el Cine y comenzó a estudiar con un colega de su excolegio Andrews. En aquel tiempo no existía una academia cinematográfica en Brasil, razón por la que estos dos autodidactas comenzaron aprendiendo a través de libros en la biblioteca. Después de un tiempo comenzaron a filmar documentales con Isaac Rosenberg. Sin embargo Dines recibió una oferta para escribir críticas en una revista de cine, la cual aceptó. Alrededor de 1950, en los años de oro del cine mundial, Dines recibió el privilegio de ver estas películas y escribir sobre ellas. También comenzó a trabajar en el mundo cinematográfico organizado por ejemplo el 1° Congresso do Cinema Brasileiro y el Cineclube do Brasil.
En 1952 comenzó como reportero cultural con Visão. En los siguientes 5 años obtuvo bastante experiencia laboral, tuvo contacto con el ministro brasilero de exteriores y viajó mucho por Brasil. Visão se mudó a Sao Paulo y Dines los siguió. Después de su trabajo con Visão comenzó como reportero en “Machete”, donde a sus 25 años se convirtió en asistente del Jefe. Después Dines se cambió a “Última Hora” y en 1962 al Jornal do Brasil, donde se quedó 12 años.

## Casa Stefan Zweig
Después de la muerte de Stefan Zweig en febrero de 1942, Raul Azevedo (escritor y periodista) tuvo la idea de abrir un museo en Petrópolis en la casa donde Stefan Zweig había vivido y muerto. Después de la guerra el periodista Murilo Marroquim de „Diários Associados“ contacto a los herederos del escritor en Londres, estos prometieron apoyar la iniciativa. Más de 60 años después se concretó la idea. Se formó la organización sin fines de lucro „Casa Stefan Zweig“ y compró el terreno y el jardín. 
Con el apoyo entusiasta del alcalde de Petrópolis, Rubens Bomtempo, y un grupo de apoyantes de Río de Janeiro y São Paulo, así como del Servicio Austriaco de la Memoria, quien a partir del 2008 envía voluntarios para apoyar el proyecto, comenzaron los preparativos para la reforma de la obra y habilitación de esta en un museo – el único en el mundo con el nombre del escritor. El museo va a dar cabida a una biblioteca con todas las obras en todos las idiomas de Zweig, una fototeca, colección de caricaturas, una pequeña sala de conferencias, un archivo digital con todas las copias de los documentos (que están archivados en la Biblioteca Nacional de Río de Janeiro) y los originales.
El 24 de octubre de 2007 Dines recibió el Austrian Holocaust Memorial Award (AHMA) en el consulado general de Río de Janerio, por su trabajo con respecto a la memoria del Holocausto. Desde 2009 Alberto Dines representó a Brasil en el consejo internacional de la organización Servicio Austriaco en el Extranjero.

## Obras
- Alberto Dines: Muerte en el Paraíso – La tragedia de Stefan Zweig
- Alberto Dines et al. (eds.) Histórias do poder: 100 anos de política no Brasil. São Paulo: Editora 34, 2000. ISBN 85-7326-191-9

## Condecoraciones
- 1970 Premio María Moors Cabot
- 2005 Prêmio Imprensa Estrangeira
- 2007 Austrian Holocaust Memorial Award
- 2009 Condecoración austriaca de honor por ciencia y arte